# Гільдегарда Говард
Гільдегарда Говард (англ. Hildegarde Howard; 3 квітня 1901 — 28 лютого 1998) — американська піонерка палеорнітології. Вона була добре відома своїми відкриттями в смолярних ямах Ла-Бреа, серед яких описала орлів Ранчо Ла-Бреа. Вона виявила й описала плейстоценових нелітаючих водоплавних птахів у доісторичних болотах Баллони в окрузі Лос-Анджелес у Плая-дель-Рей. У 1953 році Говард стала третьою жінкою, нагородженою медаллю Брюстера. Вона була першою жінкою-президентом Академії наук Південної Каліфорнії. За свою кар'єру Гільдегарда написала 150 робіт.

## Нагороди
- 1953. Медаль Брюстера (третя жінка, нагороджена медаллю Брюстера[9])
- 1962. Грант Гуггенгайма, наука про Землю
- Обрана президентом Академії наук Південної Каліфорнії (перша жінка-президент[9])
- 1977 — присвоєнням її імені Хільдегарди Ховард Кайнозойській залі Академії наук Південної Каліфорнії[9]
- 1963 — Почесний член Орнітологічного товариства Купера